# Philosophical Transactions of the Royal Society

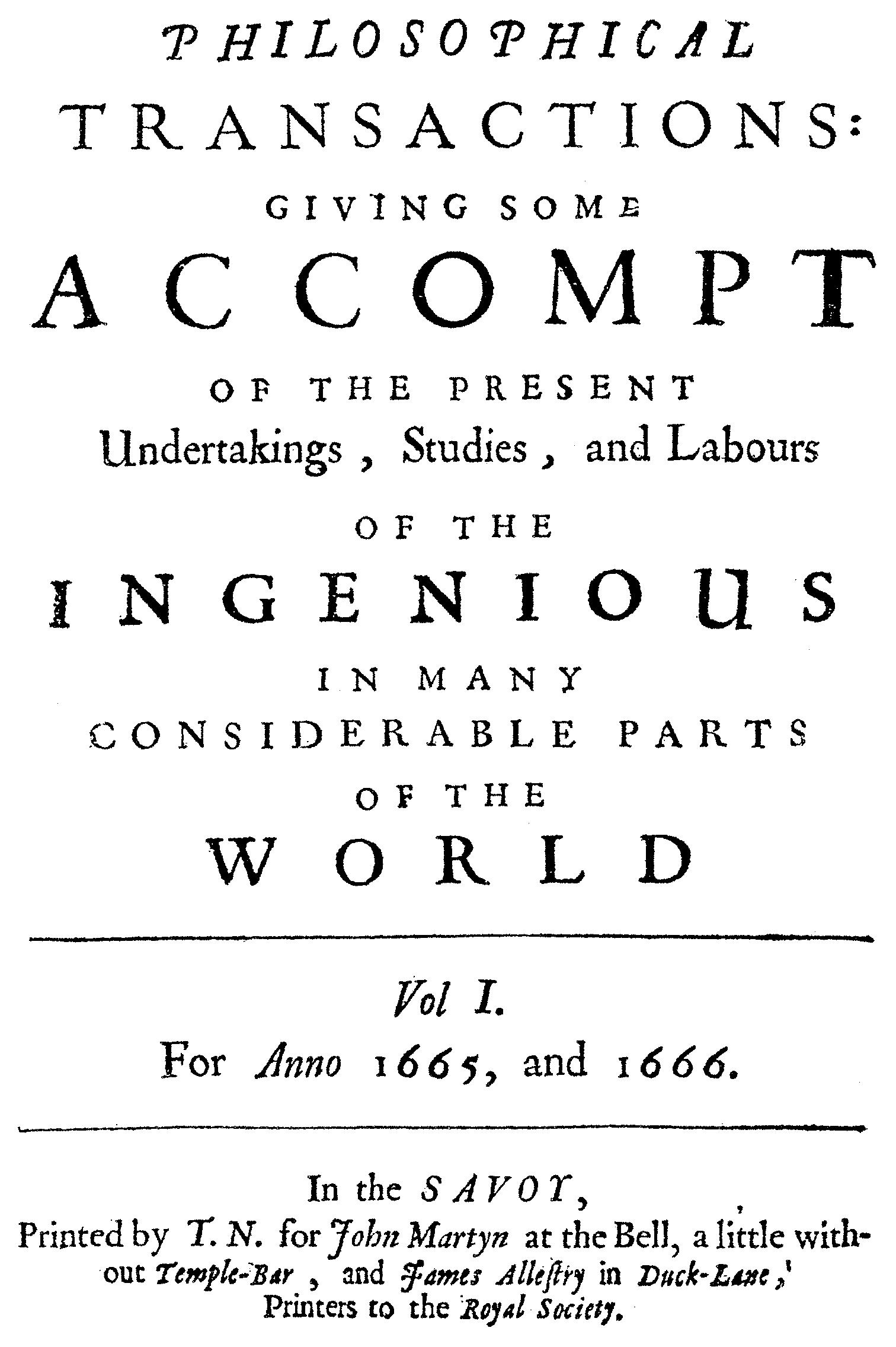
Philosophical transactions, giving some accompt of the present undertakings, studies, and labours of the ingenious, in many considerable parts of the world – Titelblatt der ersten Ausgabe vom 6. März 1665

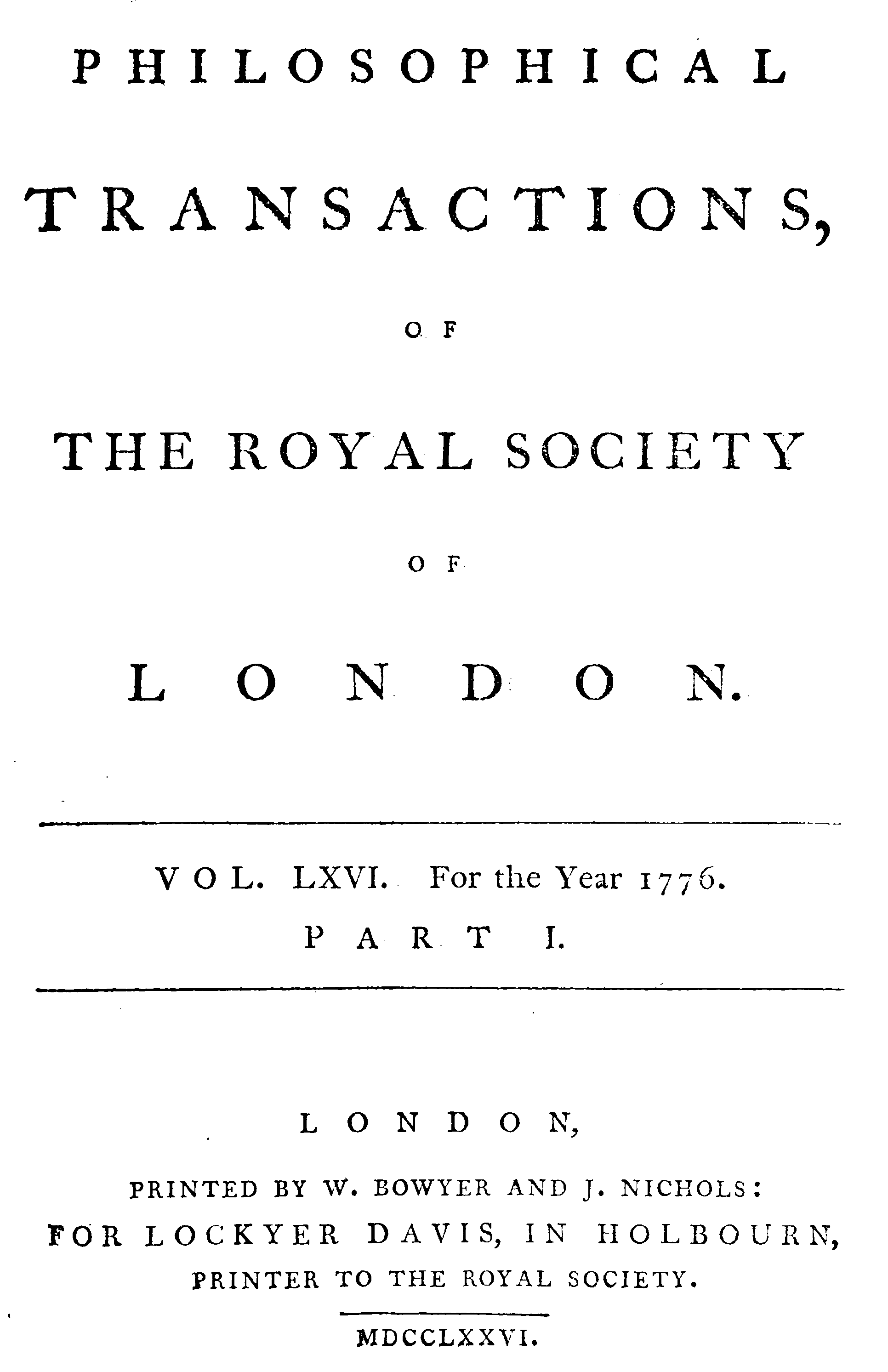
Band 66 von 1776 trägt erstmals den Titel Philosophical Transactions of the Royal Society

Die Philosophical Transactions of the Royal Society, oder kurz Philosophical Transactions, ist eine wissenschaftliche Fachzeitschrift, herausgegeben von der britischen Royal Society. Sie ist die älteste englische und – nach dem französischen Journal des sçavans – zweitälteste Fachzeitschrift der Welt. Die Bezeichnung philosophical hierin ist abgeleitet von dem damals gebräuchlichen Ausdruck natural philosophy, Naturwissenschaft.

## Geschichte
Die erste Ausgabe erschien am 6. März 1665, sechs Jahre nach Gründung der Royal Society. Ihr Herausgeber war Henry Oldenburg. Nach Oldenburgs Tod wurden die Aktivitäten der Gesellschaft kurzzeitig von Robert Hooke herausgegeben. Von August 1679 bis April 1682 erschienen sieben Ausgaben unter dem geänderten Titel Philosophical Collections.
1887 wurde das Journal zweigeteilt:
- Philosophical Transactions of the Royal Society A: Physical, Mathematical and Engineering Sciences, und
- Philosophical Transactions of the Royal Society B: Biological Sciences.

Beide Zeitschriften geben heute Themenhefte heraus, individuelle Artikel erscheinen im Schwesterjournal Proceedings of the Royal Society.
Das Archiv der Philosophical Transactions wurde 1999 von JSTOR digitalisiert, gemeinfreie Texte (70 Jahre und älter) sind kostenlos zugänglich.
Am 21. Juli 2011 wurde bekannt, dass ein Hacktivist knapp 19.000 historische, wissenschaftliche Dokumente der Philosophical Transactions of the Royal Society bei The Pirate Bay eingestellt hat. Er protestiert damit dagegen, dass diese nur über kostenpflichtige Archive abgerufen werden können, obwohl sie gemeinfrei sind. Die Aktion steht in Zusammenhang mit der Festnahme und Anklage von Aaron Swartz. Im September 2011 gab JSTOR bekannt, den gemeinfreien Teil der Zeitschriftentexte öffentlich zugänglich zu machen.